# Territoriale Defensie

Logo van de Territoriale Defensie

De Territoriale Defensie (Servisch: Територијална одбрана, Teritorijalna odbrana, Macedonisch: Територијална одбрана, Teritorijalna odbrana, Kroatisch: Teritorijalna obrana, Sloveens: Teritorialna obramba) was een stelsel van regionale strijdkrachten in de Socialistische Federale Republiek van Joegoslavië.
In 1968 werden er in het kader van de Territoriale Defensie paramilitaire organisaties geformeerd in elke republiek van Joegoslavië, met als doel het Joegoslavisch Volksleger te ondersteunen in het geval van een militaire invasie.
Tijdens de Oorlogen in Joegoslavië aan het eind van de 20e eeuw werden de afzonderlijke regionale Territoriale Defensies door de republieken gebruikt in het verweer tegen de centrale Joegoslavische federatie en de Servische Republiek.
Sloveense Oorlog (1991) · Kroatische Oorlog (1991-95) · Bosnische Burgeroorlog (1992-95) · Kroatisch-Bosniakse Oorlog (1992-94) · Kosovo-oorlog (1998-99) · Operatie Allied Force (1999) · Conflict in de Preševo-vallei (2001) · Macedonisch conflict (2001)